# Бензин
Бензи́н (англ. petrol, gasoline; нім. Benzin; фр. benzine, essence) — природна (одержують з нафти) або штучно одержана суміш вуглеводнів різної будови, які киплять найчастіше між 40 °C і 205 °C.

## Історія
Перші автомобільні двигуни внутрішнього згоряння, так звані двигуни Отто, були розроблені в останній чверті 19 століття в Німеччині. Паливо — відносно леткий вуглеводень, отриманий з коксового газу. При температурі кипіння близько 85 °С (октани випаровуються близько 40 °С вище), він добре підходить для ранніх карбюраторів (випарників). Розробка карбюратора «розпилювача» дозволила використовувати менш леткі палива. Подальші покращення ефективності двигуна були апробовані при більш високому коефіцієнті стиснення, але ранні спроби були заблоковані передчасним вибухом палива.
1910 року світові обсяги продажів бензину вперше перебільшили продаж гасу.
У 1920-х роках під час роботи на Дженерал Моторз Томас Міджлі (молодший) винайшов, що бензин з доданням свинцю (тетраетилсвинець) знижує детонацію моторних палив у двигунах внутрішнього згорання. При цьому викид свинцю в атмосферу небезпечний через його токсичність. Це нововведення розпочало цикл поліпшення ефективності використання палива, яке збіглося з масштабним розвитком переробки нафти, щоб забезпечити більше продуктів у діапазоні кипіння бензину. У 1950-х роках нафтопереробні заводи почали орієнтуватися на високооктанове паливо, а потім до бензину додавалися миючі засоби для очищення струменів карбюраторів. 1970-ті роки стали свідками більшої уваги до екологічних наслідків спалювання бензину. Ці міркування призвели до поступової відмови від тетраетилсвинцю та її заміни іншими антидетонаційними сполуками. Згодом був введений бензин з низьким вмістом сірки, частково для збереження каталізаторів у сучасних вихлопних системах.

## Загальна характеристика
Бензин — рухлива, горюча здебільшого безбарвна рідина з характерним запахом; питома вага 0,700–0,780 кг/л; легко випаровується, утворює з повітрям у певних концентраціях вибухові суміші, t° спалаху нижче 0°. Більшість бензинів замерзає нижче -60 °C. Має від 4 до 12 атомів вуглецю. Близько 90 % добувають із нафти.
Бензини — 1,2-Дидегідробензен (арин, похідний бензену) і його похідні, утворені заміщенням. Застосовувати термін м- і п-бензин щодо 1,3- і 1,4- дидегідробензенів (тб. бензен-1,3-діілу та бензен-1,4-діілу), відповідно за IUPAC є помилковим.

## Різновиди бензину
- Бензин прямої гонки одержують прямою перегонкою нафти, відбираючи фракцію (бензинову) при температурах нижче 200 °C. При цьому способі кількість вуглеводнів, що визначають якість, залежить від природи нафти.
- Крекінг-бензин утворюються крекінгом (розщепленням) важких фракцій нафти (мазуту, солярового масла) при температурі вище 400 °C. Крекінг при наявності алюмосилікатних каталізаторів дає бензин високої якості. Близько половини виробляють способом крекінгу.
- Газовий бензин добувають з природних і нафтових газів, які містять пари бензинів. Щоб відокремити їх, гази стискують і охолоджують (компресійний метод) або вбирають маслом чи активованим вугіллям. Газовий бензин хімічним складом схожий на такий отриманий прямою гонкою, але містить більше легких фракцій.
- Гідрогенізований бензин. Бензини також добувають гідрогенізацією (приєднання водню) нафти та вугілля, яку провадять під тиском 200–800 атмосфер. Синтетичний бензин одержують, переробляючи водяний газ при наявності каталізаторів.

Вживають як моторне паливо, розчинники для жирів, каучуку, смол, у медицині тощо. Для підвищення детонаційної стійкості до нього додавали тетраетилсвинець, ізооктан та ін. Випари бензину отруйні, тому під час роботи в приміщеннях, де є випари бензинів, треба вживати запобіжних заходів.
Як високооктанові добавки до бензину широко застосовуються метил-трет-бутиловий та етил-трет-бутиловий етери. В Україні для підвищення октанового числа бензинів застосовується алкілат і етанол, який випускається під маркою ВКД (високооктанова кисневмісна добавка).
Половину імпорту бензину в Україні становить продукція білоруського заводу «Мозирський НПЗ»
Таблиця — Федеральні й каліфорнійські специфікації на бензини у США
| Показник                                      | Федеральні норми | Федеральні норми | Федеральні норми | Каліфорнійські норми |
| Показник                                      | Існуючі          | Перспективні     | Середні          | Максимальні          |
| Тиск насиченої пари за Райдом, кПа, не більше | 59               | 48               | 48               | 48                   |
| Олефінів, не більше                           | 9,2              | 8,0              | 4,0              | 6,0                  |
| Ароматичних вуглеводнів, не більше            | 32               | 28               | 22               | 25                   |
| Бензолу, не більше, % об'ємн.                 | 1,5              | 1,0              | 0,8              | 1,0                  |
| Сірки, не більше,% мас.                       | 0,034            | 0,01             | 0,003            | 0,004                |

У західноєвропейських країнах вимоги до бензинів наближаються до американських. Нижче наведені норми стандарту ВЛ-228 на неетилований автомобільний бензин у країнах ЄС:
Густина при 15 °С, кг/м³ — 730–780
Октанове число, не менше:
- моторний метод — 85

- дослідницький метод — 95

Вміст, не більше:
- свинцю, г/л — 0,013

- сірки, % мас. — 0,1

- бензолу, % об'ємн. — 0,5

- фактичних смол, мг/100 дм³ — 0,5.

Шведські норми найбільш жорсткі, але водночас у Швеції використовується і дизельне паливо класу 3, близьке за якістю до палива Л-0,2.
Ускладнені вимоги вступають у протиріччя з якістю сировини для виробництва палив. По-перше, змінюються характеристики нафт, що видобуваються. По-друге, з поглибленням процесу переробки нафти в паливному балансі збільшується кількість нестабільних фракцій вторинного походження, що містять багато неграничних вуглеводнів, гетероатомних сполук і металів.

### Автомобільні бензини
Автомобільні бензини поділяються на літні та зимові (у зимових бензинах міститься більше низькокиплячих вуглеводнів).
Автомобільні бензини, що використовувалися в СРСР:
- А-56 — з октановим числом не менше 56; випускався на початок 1960-х років.
- А-66 — з октановим числом не менше 66, для двигунів зі ступенем стиску до 6,5; випускався на початок 1980-х.
- А-72 — з октановим числом не менше 72, для двигунів зі ступенем стиснення 6,5 - 7,0; випускався на початок 1990-х років.
- А-74 — з октановим числом не менше 74, для двигунів автомобілів високого класу.
- А-76 — з октановим числом не менше 76, для двигунів зі ступенем стиснення понад 7,0; наприкінці 1990-х замінено на бензин марки АІ-80.
- АІ-93 — з октановим числом за дослідницьким методом не менше 93; наприкінці 1990-х замінено на бензин марки АІ-92.

Основні марки автомобільних бензинів згідно з ГОСТ 32513-2013:
- АІ-80 — з октановим числом за дослідницьким методом не менше 80.
- АІ-92 — з октановим числом за дослідним методом не менше 92; для двигунів зі ступенем стиску до 10,5.
- АІ-95 — з октановим числом за дослідницьким методом не менше 95; для двигунів зі ступенем стискування 10,5-12.
- АІ-98 — з октановим числом за дослідницьким методом не менше 98; для двигунів зі ступенем стиску 12-14.
- АІ-100, 101, 102 — з октановим числом за дослідницьким методом відповідно не менше 100, 101, 102. Випускаються по СТ[що?]

По ДСТУ за вмістом біоетанолу встановлено такі види бензинів: 
- Е5 — не більше ніж 5 %;
- Е7 — понад 5% та не більше ніж 7%;
- Е10 — понад 7 % та не більше ніж 10 %.

#### Умовна познака бензинів
Умовна познака бензинів має містити:
- позначення марки (А-98, А-95, А-92, А-80);
- символ екологічного класу (Євро5, Євро4, ЄвроЗ);
- символ виду бензину за вмістом біоетанолу (Е5, Е7, Е10).

Приклад познаки бензину марки А-95 екологічного класу Євро4 з вмістом біоетанолу понад 5 % та не більше ніж 7 %: «Бензин автомобільний А-95-Євро4 — Е7 згідно з ДСТУ 7687:2015».

## Цікаво
- 1910 року світові обсяги продажу бензину вперше перевищили продаж гасу.